# Exposé
"Exposé" er fjortende afsnit af tredje sæson af den amerikanske tv-serie Lost, og hele seriens 61. afsnit. Det blev instrueret af Stephen Williams og skrevet af Edward Kitsis og Adam Horowitz. Det blev udsendt første gang 28. marts 2007 på American Broadcasting Company. Episoden er Nikki & Paulos første centriske afsnit.
Nikki kollapser foran en række af de overlevende på stranden, og hun formodes død. I forsøget på at opklare hvad der er sket, følger blandt andre James "Sawyer" Ford (Josh Holloway) og Hugo "Hurley" Reyes (Jorge Garcia) op på sporene, mens flashbacks viser Nikki og Paulos tid før og på øen, hvor de blandt andet slår vejen fordi Dharma Initiative-stationen The Pearl. Charlie Pace (Dominic Monaghan) fortæller Sun-Hwa Kwon (Yunjin Kim) om den kidnapning han selv og Sawyer havde hhv. udført og planlagt.

## Trivia
- "Exposé" er fransk for engelske "exposed" (at blive udsat, eller at blive afdækket) og tysk for "synopsis."

## Fodnoter
1. ↑  Lost: 
"The Long Con" (Sæson 2, afsnit 13). Manuskript af Steven Maeda & Leonard Dick.  Broadcasted første gang på American Broadcasting Company den TBA.